# Bahnhof Sadurki
Der Bahnhof Sadurki (1877–1926 Bahnhof Nałęczów) befindet sich nordöstlich der gleichnamigen Ortschaft in der Woiwodschaft Lublin in Polen, 23 Kilometer von der Stadt Lublin und 49 Kilometer von Dęblin entfernt. Die 1875–1877 erbauten Gebäude waren der erste Bahnhof des bekannten Kurorts Nałęczów und sind in ihrer Gesamtheit denkmalgeschützt.

## Geschichte
Der Bahnhof Sadurki entstand von 1875 bis 1877 durch den Bau der russischen Weichselbahn von Kowel nach Mława. Die folgenden Jahre 1880 bis 1914 gelten als „die goldene Ära“ in der Geschichte des Kurorts. Zu den bekannten Gästen zählten der Nobelpreisträger Henryk Sienkiewicz und der Schriftsteller Bolesław Prus. In den 1920er Jahren wurden Bahnhofsbauten wie der Lubliner im eklektizistischen Stil erweitert oder neu erbaut. Der Bahnhof des Kurorts wurde in das neun Kilometer von Sadurki entfernte Drzewce verlegt. Seit 1926 ist der neu erbaute, repräsentative Bahnhof die Station der Stadt Nałęczów. Der Bahnhof Sadurki verlor an Bedeutung und wurde entsprechend 2015 als Lokalbahnhof („Lokalne“) klassifiziert.
Die 1875–1876 erbauten Bahnhofsgebäude sind weitgehend erhalten. Sie wurden 1981 unter Schutz gestellt und mit der Nummer 607069 in die polnische Denkmalliste eingetragen. Dazu gehören im Einzelnen folgende Gebäude mit ihrer Denkmal-Identifikations-Nummer:
Empfangsgebäude (607069)
Gepäckaufbewahrung (607073)
Zwei Toilettenhäuschen (607076–607077)
Vier (Bier-) Keller (607074, 708643–708645)
Offene Güterhalle (607072)
Zwei Schuppen (607075, 708646)
Bahn-Wasserturm (607070)
Ein Wohngebäude (607071)

## Gleisanlagen
Die Gleisanlagen werden gegenwärtig (2014–2019) zwischen Puławy und Lublin vollständig erneuert und modernisiert.

## Heutiger Personenverkehr
Seit Beginn der Baumaßnahmen wird der Bahnhof nur durch Busse des Personenersatzverkehrs angefahren, die die Lokalbahnhöfe des Regionalverkehrs „Przewozy Regionalne“ mit Lublin und Dęblin verbinden. Der Fernverkehr zwischen Lublin und Radom wird durch den Intercity Bus von PKP Intercity bedient, dieser fährt nur Nałęczów an (Stand Oktober 2018).

## Fotos

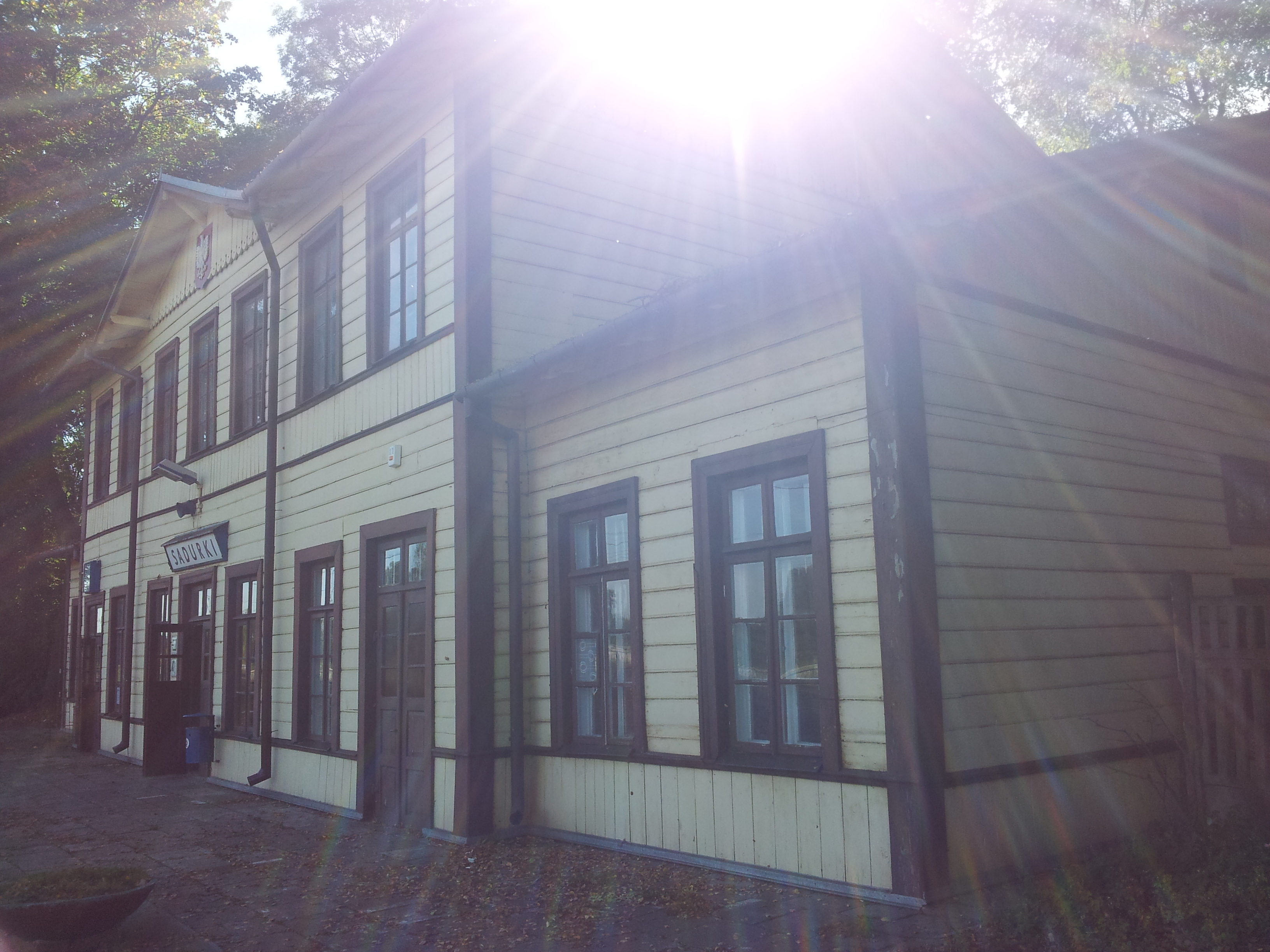
Bahnhof von Sadurki, gleisseitig
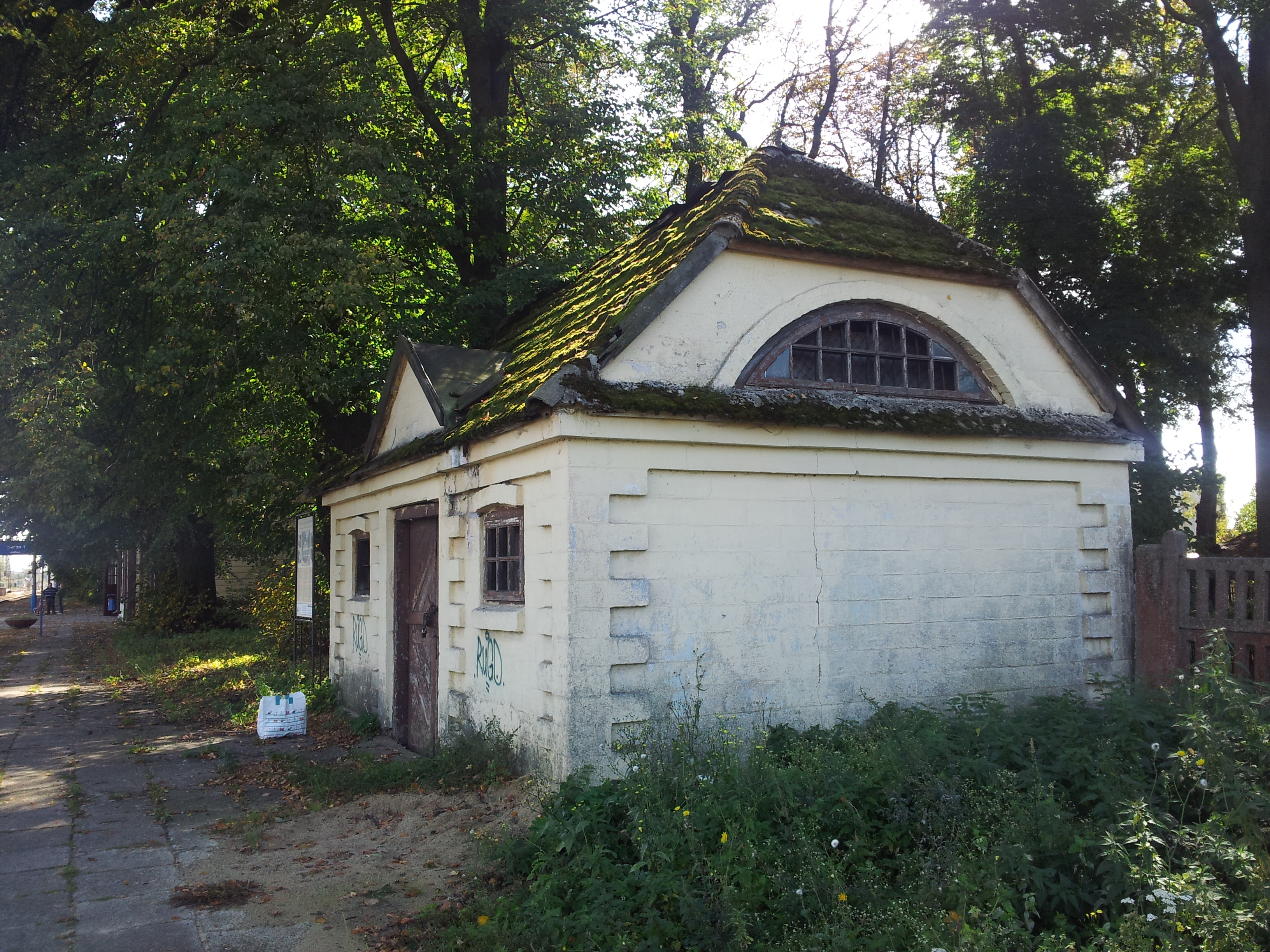
Gepäckaufbewahrung
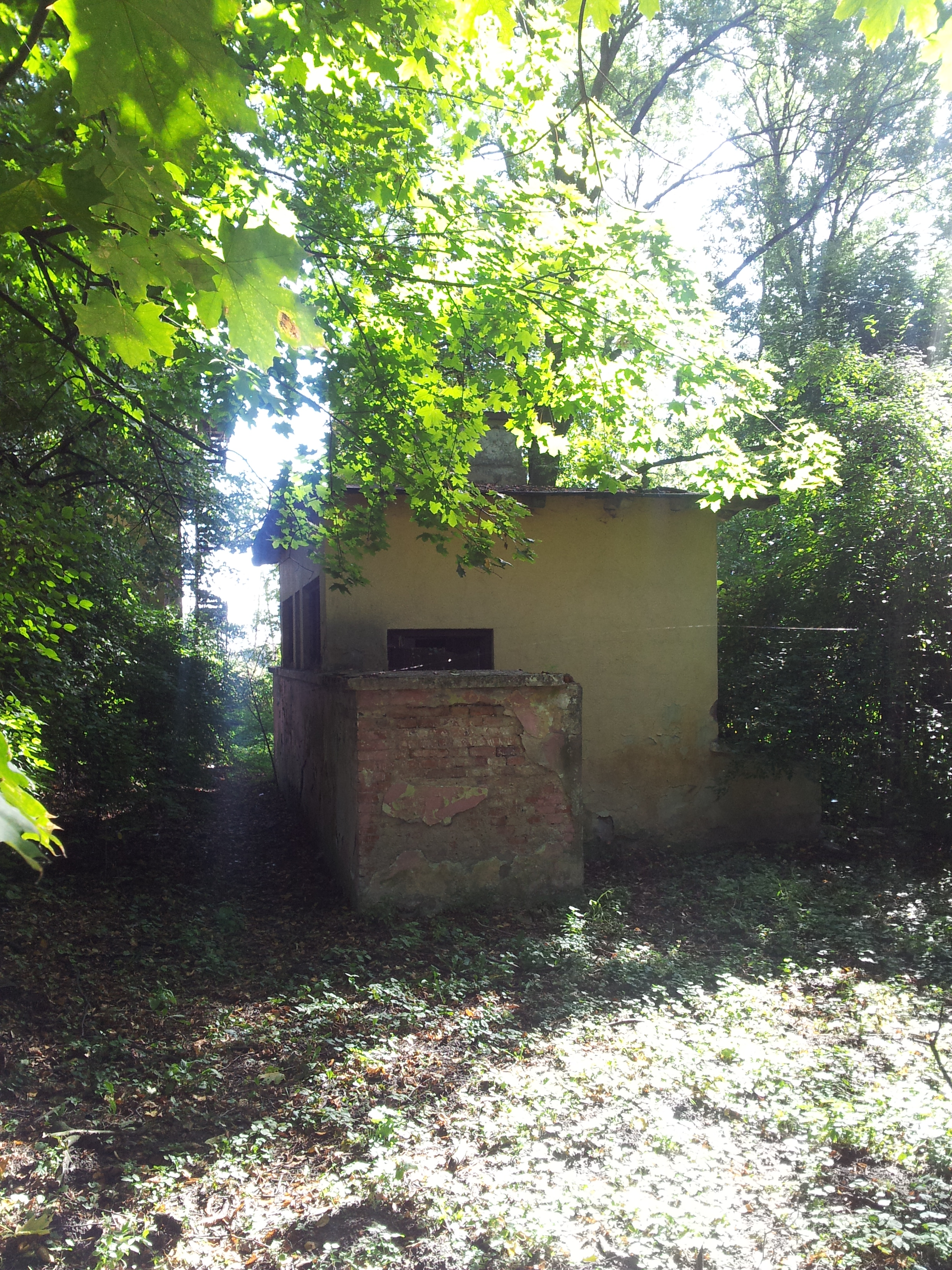
Toilettenhäuschen

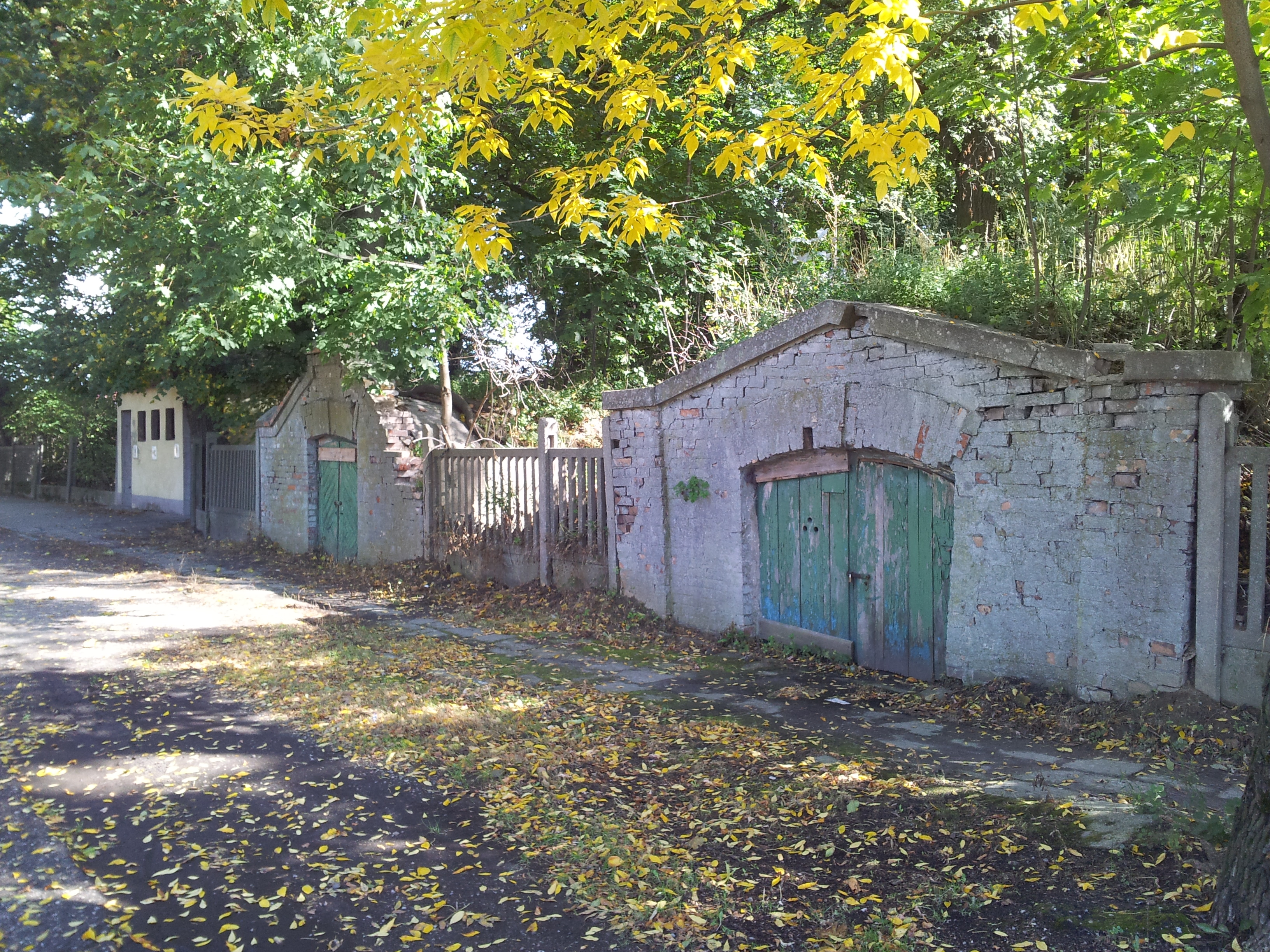
Zwei Bierkeller
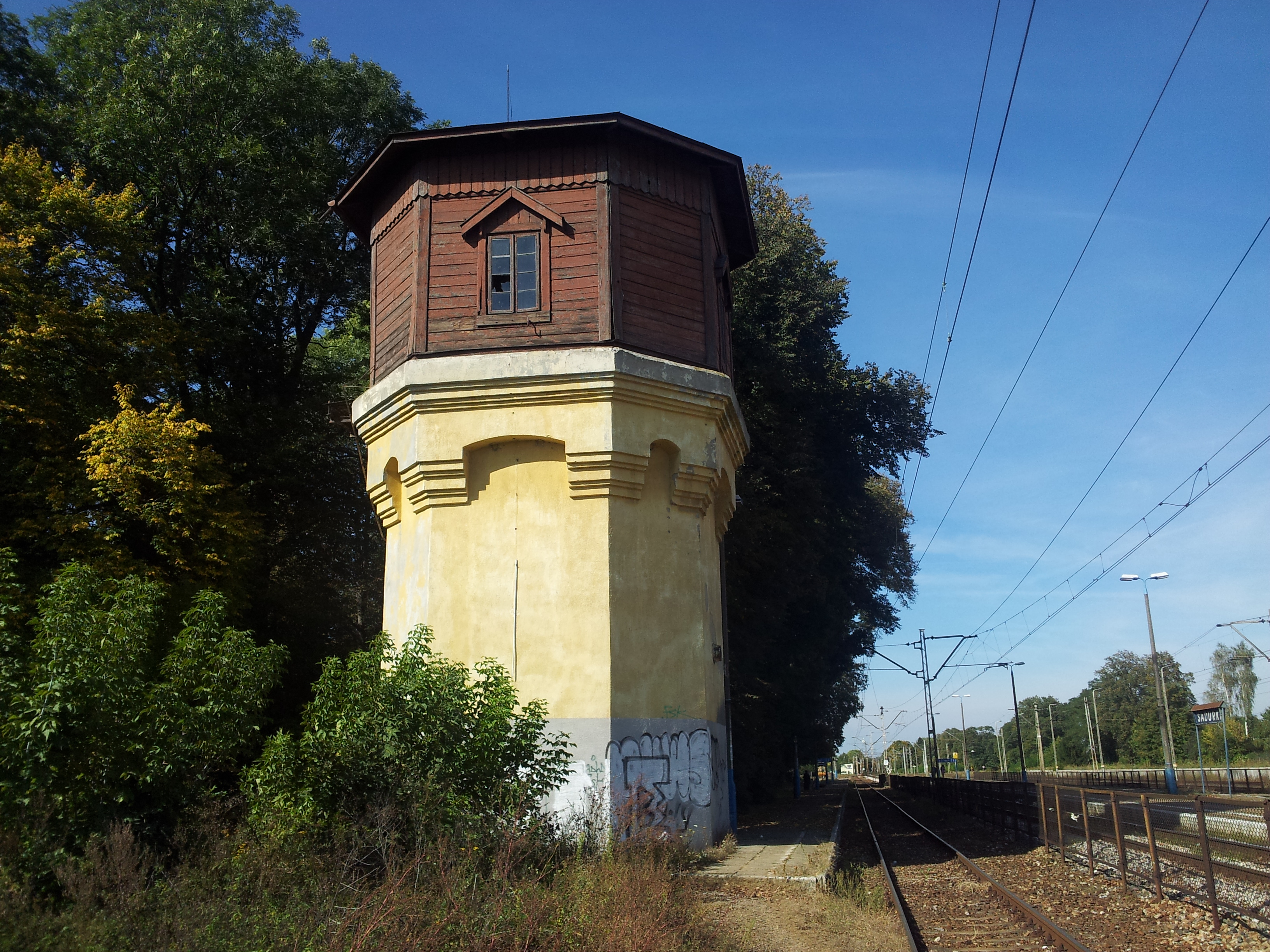
Wasserturm
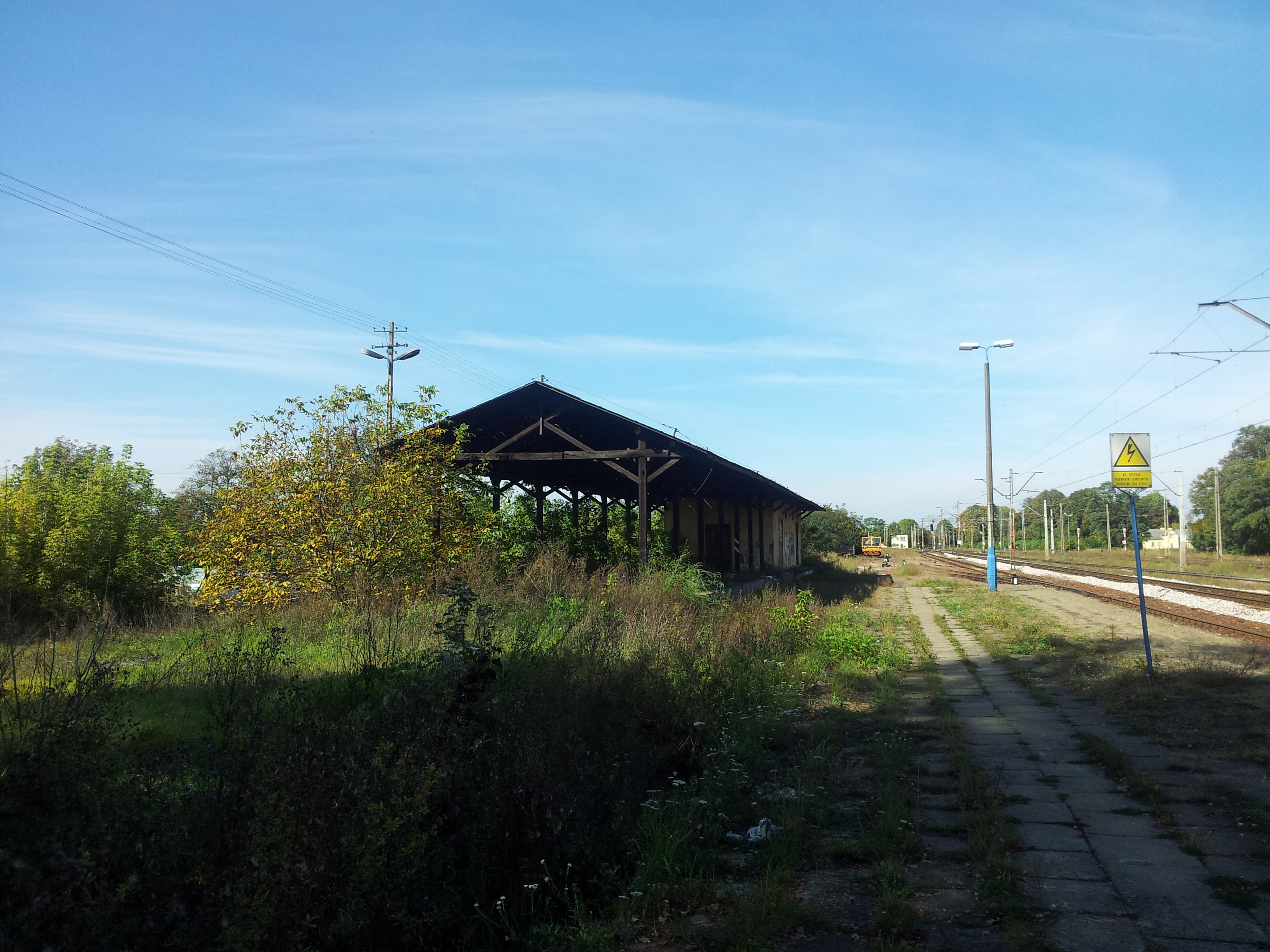
Güterhalle